# Mitrodetus leucotrichus
Mitrodetus leucotrichus är en tvåvingeart som först beskrevs av Philippi 1865.  Mitrodetus leucotrichus ingår i släktet Mitrodetus och familjen Mydidae. Inga underarter finns listade i Catalogue of Life.